# Ralf F. Pettersson
Ralf Filip Pettersson, född 23 maj 1945 Helsingfors, död 3 november 2011 Stockholm, var en finländsk medicinsk forskare, verksam vid Karolinska institutet.
Pettersson doktorerade vid Helsingfors universitet år 1974 och var professor i molekylärbiologi vid Karolinska institutet. Han var 1995–2000 ledamot av Karolinska Institutets Nobelkommitté och ordförande för densamma 1999–2000. Han var utländsk ledamot av Vetenskapsakademien.